# Hollywood (biograf)

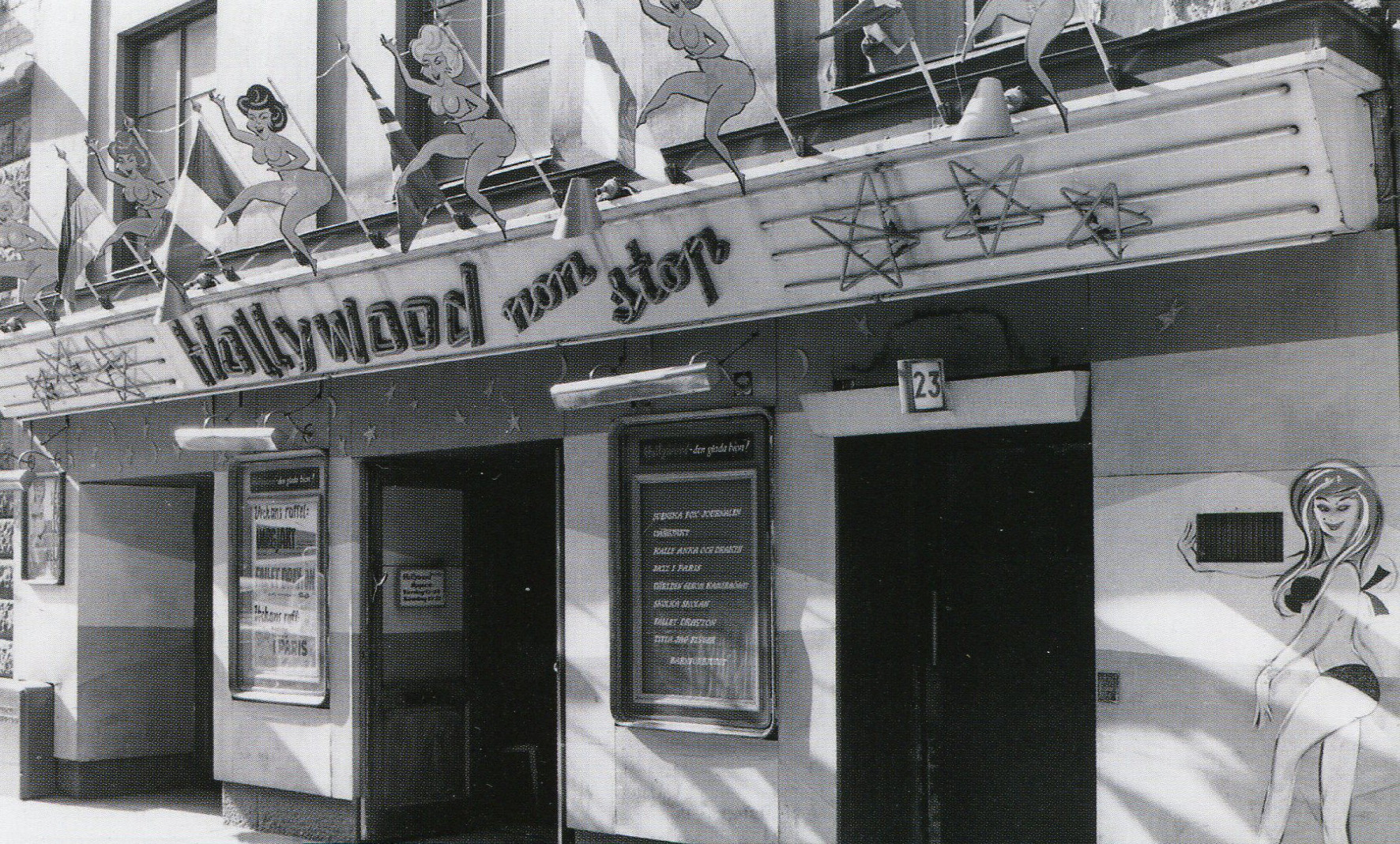
Biograf Hollywood på 1960-talet

Hollywood var en biograf vid Klara norra kyrkogata 23 på Norrmalm i Stockholm. Biografen hette från början Vasa-Biografen och därefter Roxy. Den första filmen visades 1924 och den sista 1986. Det fanns även en Vasa-Biografen (1909-1913) vid Vasagatan 50 och en biograf med samma namn vid Västmannagatan 59. På 1960- och 1970-talen blev Hollywood känd som en av Stockholms porrfilmsbiografer.
Vasa-Biografen, som lokalen hette vid invigningen den 9 februari 1924, hade ursprungligen 280 platser och fungerade som kvartersbiograf. I oktober år 1927 ändrades namnet till Roxy och i september 1933 till Hollywood. På hösten 1945 blev Hollywood kortfilmsbiograf med journalfilm och lustspel på repertoaren. Dessa visades ”non-stop” mellan klockan 12 och 23. I annonserna kallades biografen ”den glada bion” och ”hela familjens bio”.
För att kunna överleva biografdöden började man visa sexfilmer på 1960-talet och tiden som ”hela familjens bio” var över. Dessa sexfilmer var till en början ganska oskyldiga stripteasefilmer, nudistfilmer eller så kallade sexualupplysningsfilmer men de blev med tiden allt hårdare. Från början av 1970-talet var det bara hårdporr som visades. På den tiden fanns här flera porrbutiker och Klara norra kyrkogata fick ett dåligt rykte och kom i folkmun att kallas Klara Porra Kyrkogata. Den 27 mars 1986 visade den sista filmen och huset revs därefter. Numera finns här en med en järngrind stängd infart till husets bakgård.